# Spirothelphusa
Spirothelphusa is een geslacht van kreeftachtigen uit de klasse van de Malacostraca (hogere kreeftachtigen).

## Soort
- Spirothelphusa verticalis (Rathbun, 1893)